# Geoffrey Keating
Geoffrey Keating, irl. Seathrún Céitinn (ur. ok. 1570, zm. 1644) – irlandzki duchowny katolicki, historyk i poeta.
Pochodził z hrabstwa Tipperary ze zirlandyzowanego rodu normańskiego. Z powodu zakazu kształcenia katolickich księży w Irlandii wyjechał w 1603 roku do seminarium duchownego w Bordeaux. Do ojczyzny powrócił w 1610 roku jako doktor teologii i podjął posługę w wiejskiej parafii w okolicach Cahir. Około 1620 roku wygłosił serię kazań przeciwko niemoralnie prowadzącej się Ellinor Laffan, żonie jednego z lokalnych wielmożów. Ściągnąwszy na siebie gniew jej rodziny został usunięty z parafii i musiał się ukrywać. Wedle tradycji żył przez kilka lat w jaskini. Wówczas spisał swoje najsłynniejsze dzieło, Foras Feasa ar Éirinn, historię Irlandii od stworzenia świata do najazdu Normanów w XII wieku.
W 1634 roku powrócił do pracy duszpasterskiej, obejmując probostwo w Cappoquin niedaleko Waterford. Zgodnie z tradycją został zamordowany przez żołnierzy Cromwella podczas angielskiego najazdu na Irlandię, nie ma jednak na to żadnych dowodów.